# Nina Åkestam
Nina Åkestam, egentligen Nina Wikner, ogift Åkestam, född 1984, är en svensk ekonom, författare och feministisk debattör. 
Hon disputerade för ekonomie doktorsexamen 2017 vid Handelshögskolan i Stockholm med avhandlingen "Understanding Advertising Stereotypes". Hon har arbetat som copywriter i Stockholm och New York. Hon har tidigare bloggat hos Resumé. Mellan 2018 och 2020 arbetade hon på Google. 2023 utsågs hon till Creative Director på Nord DDB.
Åkestam driver sedan 2021 podden Något slags känsla där hon intervjuar författare om varför det är så svårt att vara människa. Åkestam var den första pristagaren i Ulf Bodach Söderströms minne. 2023 utsågs Nina Åkestam till en av Sveriges viktigaste reklamkvinnor genom tiderna av tidningen Resumé.
Åkestam, som är gift och har två barn, är dotter till copywritern Göran Åkestam.

## Utmärkelser
- Årets Branschpersonlighet 2018, Stockholm Media Award.[7]
- TCO:s kulturpris 2019.[8]